# Anthracotheriidae
Die Anthracotheriidae sind eine ausgestorbene Gruppe von äußerlich schweine- bis flusspferdähnlichen Paarhufern, die vom mittleren Eozän bis zum späten Pliozän lebten. Fossilien der Tiere wurden oft in Ablagerungen von Süßgewässern gefunden und lassen auf eine aquatische Lebensweise vieler Anthracotheriidengattungen schließen.

## Stammesgeschichte
Sie erscheinen im ausgehenden Mittleren Eozän in Europa und Asien und erreichten im späten Eozän Nordamerika und im Oligozän Afrika. Europa wurde nur zeitweise von Anthracotherien besiedelt. Im späten Eozän und frühen Oligozän war Elomeryx weit verbreitet. Im späten Oligozän, vor 30 Millionen Jahren starben die meisten Anthracotheriidae im Zuge einer weltweiten Abkühlung und einer davon verursachten Desertifikation in Europa wieder aus. Neue Formen kamen, im Zuge eines europäisch-afrikanischen Faunenaustausches, im frühen Miozän nach Europa, starben aber bald wieder aus und können bereits im mittleren Miozän nicht mehr nachgewiesen werden. Einige morphologisch primitive Anthracotherien überlebten auf einer aus dem heutigen Sardinien und der Toskana bestehenden isolierten Insel im Mittelmeer allerdings länger. In Afrika überlebten die Anthracotheriidae bis zum Ende des Miozäns, in Asien bis zum Oberen Pliozän. Sie stellen die Ursprungsgruppe der Flusspferde dar, die sich in Afrika entwickelten.

## Merkmale
Die Tiere waren schwer gebaut und erreichten Körpergrößen zwischen denen eines mittelgroßen Hundes und der von Flusspferden. Ihr Äußeres vermittelte zwischen schweine- und flusspferdartig. Die Beine waren kurz und gedrungen, der Schädel breit und schweineartig. Die Backenzähne waren quadratisch.
Die ersten Anthracotherien waren schweineartig und erreichten die Größe eines Wildschweins oder blieben kleiner. Ihre Bezahnung war bunodont. Wahrscheinlich waren die Tiere Allesfresser.
Seit dem späten Eozän wurden sie größer und entwickelten, jetzt als reine Pflanzenfresser, eine selenodonte Bezahnung. Sie behielten immer fünf Zehen an den Vorderfüßen und vier an den Hinterfüßen, wobei die außen stehenden etwas zurückgebildet waren.

## Äußere Systematik
Trotz der äußeren Ähnlichkeit der frühen Anthracotheriidae mit Schweineartigen besteht keine nähere Verwandtschaft. Die letzten Vertreter der Anthracotheriidae, die Bothriodontinae, ähnelten stark den Flusspferden, und heute nehmen viele Wissenschaftler an, dass sie die Gruppe sind, aus der die Flusspferde hervorgegangen sind. Dabei gilt Epirigenys innerhalb der Anthracotheriiden als nächster Verwandter der Flusspferde, das im Jahr 2015 erstbeschrieben wurde. Nachgewiesen ist die Gattung über Unterkiefer- und Zahnreste aus Kenia, die ins Oligozän datieren und somit knapp 30 Millionen Jahre alt sind. Die Flusspferde wären damit im phylogenetischen Sinn rezente Anthracotheriiden und diese wären damit nicht ausgestorben.

## Innere Systematik

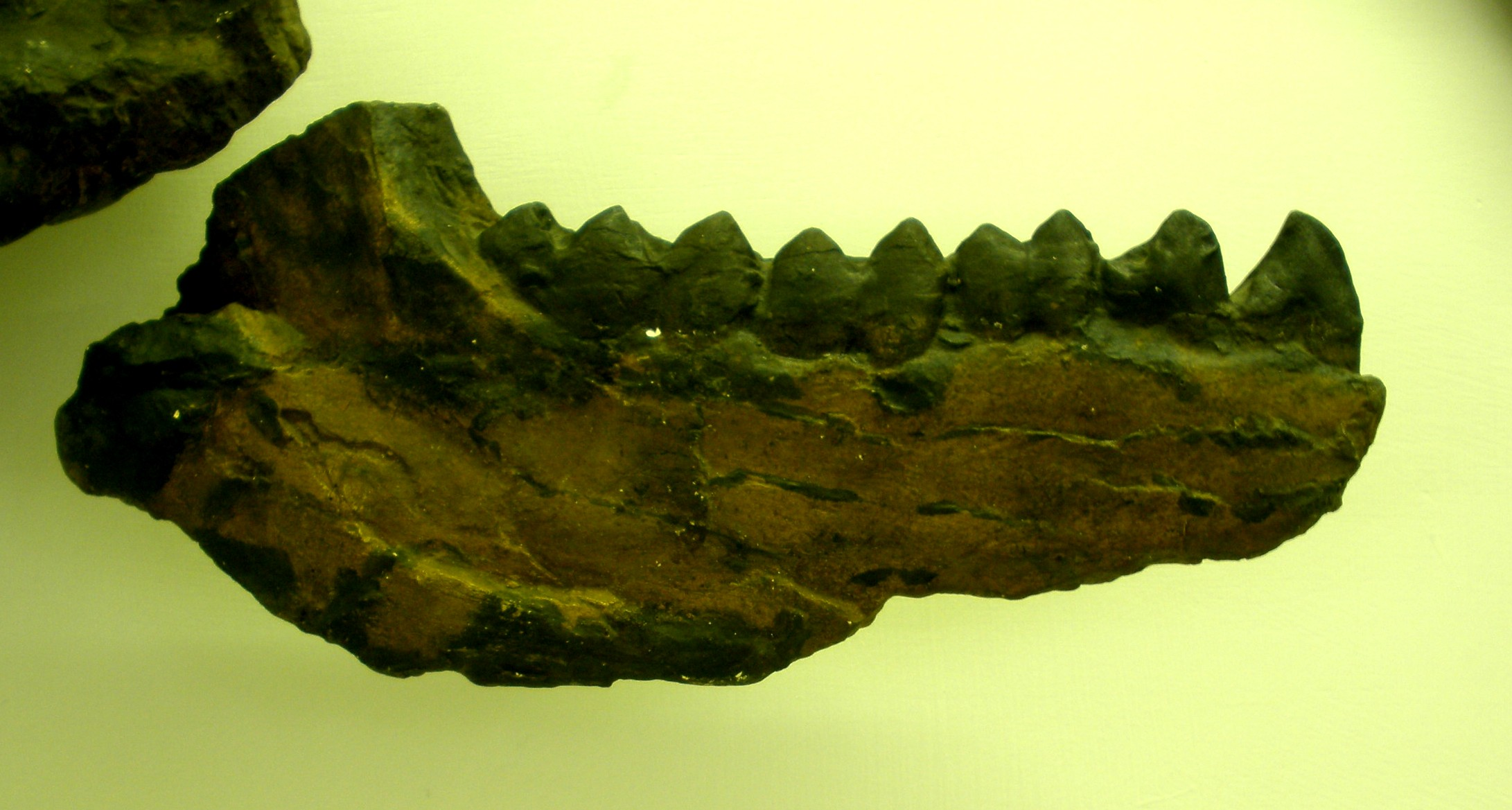
Unterkiefer von Anthracotherium monsvialense im Museo Civico di Storia Naturale di Verona.

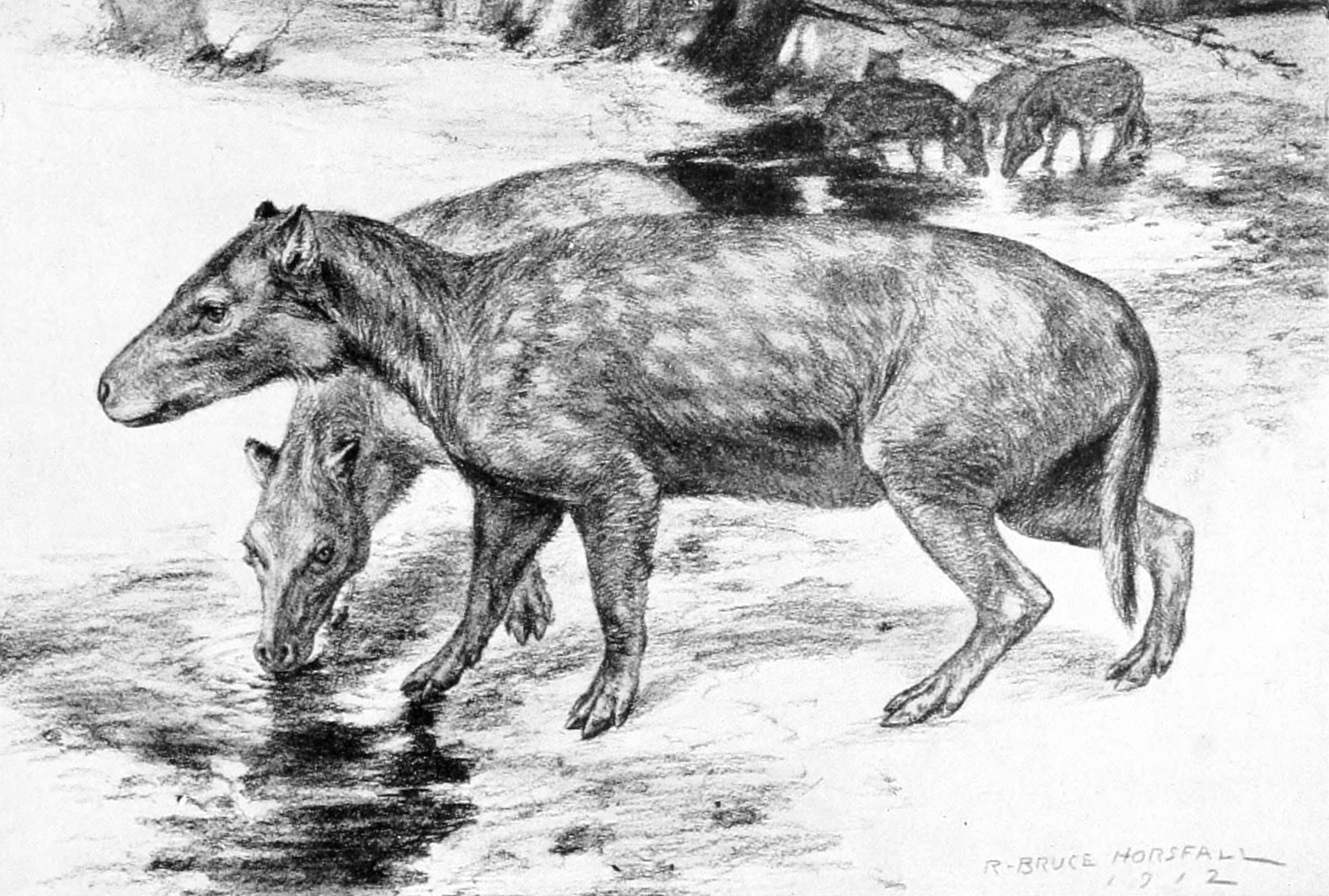
Lebendrekonstruktion von Elomeryx armatus.

- Anthracotheriidae
  - Siamotherium
  - Anthracohyus
  - Epirigenys[8]
  - Anthracotheriinae
    - Heptacodon
    - Anthracotherium

  - Microbunodontinae
    - Anthracokeryx
    - Microbunodon

  - Bothriodontinae
    - Ulausodon
    - Elomeryx
    - Bothriogenys
    - Qatraniodon
    - Bothriodon
    - Bakalovia
    - Aepinacondon
    - Arretotherium
    - Kukusepasutanka
    - Brachyodus
    - Afromeryx
    - Sivameryx
    - Hemimeryx
    - Merycopotamus
    - Libycosaurus